# 100 North Main Street
100 North Main Street, auch Wells Fargo Center, ehemals Wachovia Center, ist ein Wolkenkratzer in Winston-Salem, North Carolina. Das im Stil der Postmoderne entworfene Gebäude ist 140 Meter (460 ft) hoch und zählt 34 Stockwerke. Der ursprüngliche Name des Gebäudes war Wachovia Center, benannt nach der US-amerikanischen Bank Wachovia, die den Wolkenkratzer seit seiner Fertigstellung im Jahre 1995 bis 2001 als Hauptsitz nutzte, bevor sie diesen nach der Fusion mit der First Union Bank nach Charlotte, North Carolina, verlegte. Bis zur Fertigstellung des RBC Plazas in Raleigh im Jahre 2008 war es das höchste Gebäude in den Carolina-Staaten außerhalb von Charlotte.

## Geschichte
Das Gebäude wurde gebaut, um der Wachovia Bank als neuer weltweiter Hauptsitz zu dienen, welcher sich bis dato im heutigen Winston Tower befand. Mit der Fertigstellung löste es den Winston Tower als höchstes Gebäude der Stadt ab, damals unter dem ursprünglichen Namen Wachovia Center. Bis ins Jahr 2001 diente es als Hauptsitz, als die Wachovia Bank und die First Union Bank fusionierten. Nach dem Abschluss der Fusion verlegte das Unternehmen, weiterhin unter dem Namen Wachovia, seinen Hauptsitz in das One Wachovia Center in Charlotte. Im Zuge einer groß angelegten Übernahme von Bankenimmobilien im Gesamtwert von 546 Mio. US-Dollar verkaufte Wachovia das Wachovia Center anschließend im Mai 2004 für 39,6 Mio. US-Dollar an das Unternehmen American Financial Realty Trust. Auch nach dem Auszug und dem anschließenden Verkauf mietete Wachovia weiterhin Büroflächen im Gebäude.
Am 1. April 2008 wurde American Financial Realty Trust von Gramercy Capital aufgekauft, womit auch das Gebäude in den Besitz des Unternehmens überging. Anschließend wurde das Gebäude am 23. Oktober 2008 für 36 Mio. US-Dollar an den heutigen Eigentümer SL Winston-Salem LLC verkauft.
Die Wachovia Bank, die seit 2009 17 Stockwerke im Gebäude mietete, wurde am 31. Dezember 2008 von Wells Fargo aufgekauft und stellte im September 2011 seinen Betrieb als eigenständiges Unternehmen ein. Es war nicht sicher, ob Wells Fargo weiterhin Büroflächen in der 100 North Main Street nutzen würde. Der Makler des Gebäudes rechnete dem Gebäude aufgrund der niedrigen Mietpreise gute Chancen aus, dass Wells Fargo für die durch die Übernahme entstandenen Aktivitäten weiterhin Büroflächen nutzen würde.
Im Jahr 2012 verkaufte HFF das Wells Fargo Center für die 601W Companies. Wells Fargo belegt 65 Prozent der 100 North Main Street, mit Verträgen, die für weitere 13 Jahre gelten. Zu den restlichen Mietern zählen die Deutsche Bank, Morgan Stanley Smith Barney, Wake Forest Baptist Medical Center und das amerikanische Kriegsveteranenministerium.

## Architektur

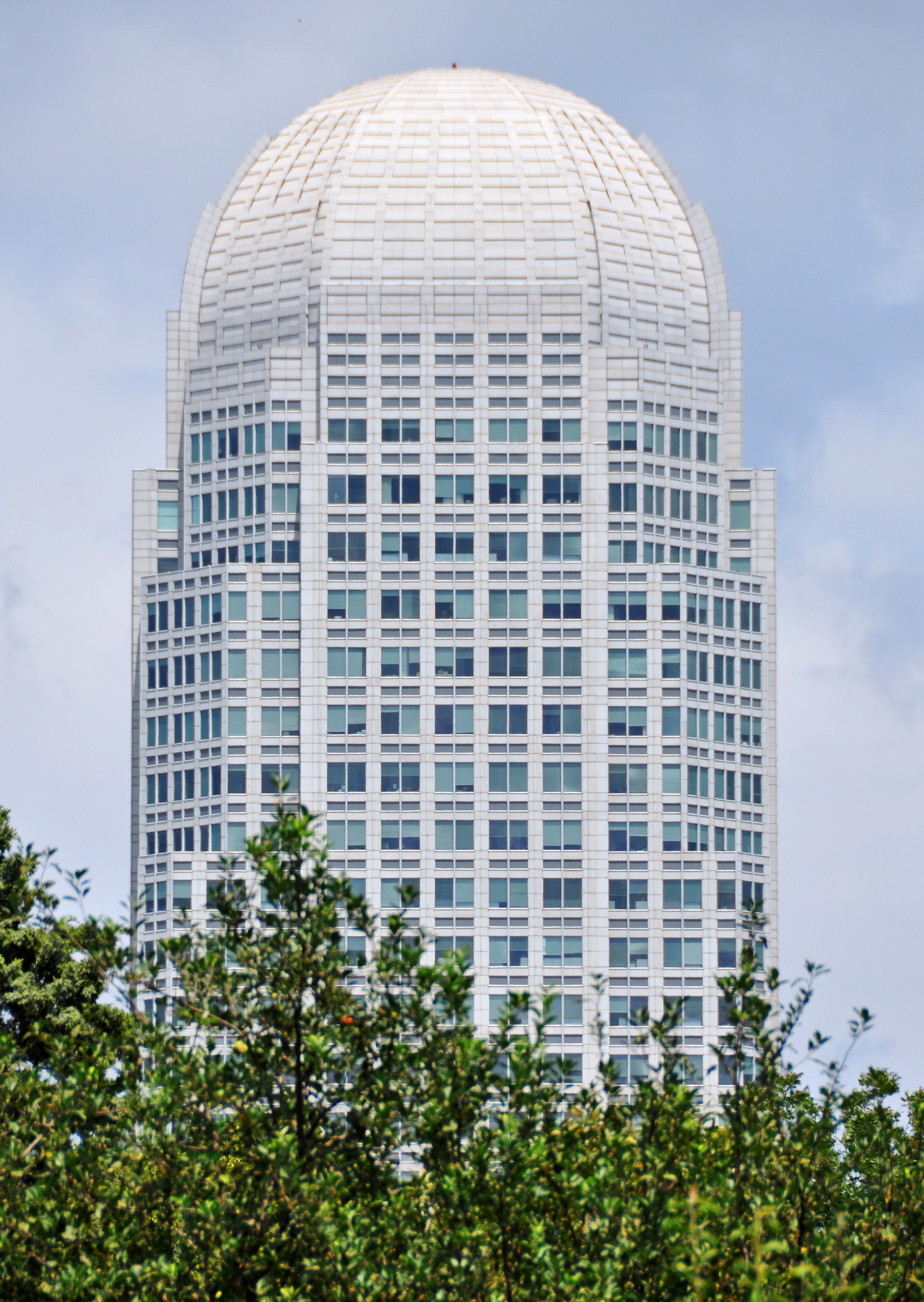
Die Granitkuppel

Das Gebäude wurde vom Büro des argentinischen Architekten César Pelli in Zusammenarbeit mit Kendall/Heaton Associates Inc. entworfen. Bauunternehmer was Spectrum Properties, Generalunternehmer war die H.J. Russell & Company. Gebaut wurde es als Hauptsitz für die Wachovia Bank. César Pelli selbst bezeichnete das Gebäude als sein Bestes, das er mit einer Knospe einer Rose verglich, die kurz davor ist, zu blühen. In das Design flossen stark lokale mährische Elemente und Einflüsse mit ein, darunter mährische Bögen für die Kuppel, den Haupteingang und den Herrnhuter Stern für ein Marmor-Mosaik in der Lobby. Die Fassade des Wells Fargo Center ist mit weißem Granit aus einem Steinbruch auf Sardinien verkleidet. Mit seiner Granitkuppel, in der sich die Mechanik befindet und die insgesamt 17 Meter (56 ft) hoch ist, ist das Gebäude einzigartig in der Welt. Die Garten- und Parkanlagen des Grundstücks wurden von César Pellis Frau, Diana Balmori, einer Landschaftsarchitektin, entworfen.